# Cosmo Sun Connection
Cosmo Sun Connection ist ein Jazzalbum von Sun Ra and the Arkestra. Die 1984 entstandenen Aufnahmen, ein Live-Mitschnitt von einem nicht näher bezeichneten Auftritt, erschienen 1985 als LP in den Vereinigten Staaten auf El Saturn Records und in Europa auf Recommended Records, 1997 als Compact Disc und 2022 als Download auf Label ReR Megacorp.

## Hintergrund
Dem Label Recommended gelang es, in den 1970er- und 80er-Jahren eine Menge Platten von Sun Ra-Material nach Europa zu importieren. Pressungen wurden im Voraus bezahlt, doch einmal war Sun Ra und das Arkestra nicht in der Lage, Pressungen von Saturn-Alben zu liefern, für die das Label Recommended bereits bezahlt hatte, sodass sich der Recommended/ReR-Frontmann Chris Cutler bei Sun Ra meldete und feststellte, dass sein Vorschuss ausgegeben worden war und keine Alben mehr verfügbar waren. Um seine Schulden zu begleichen, gab Sun Ra Cutler das Mastertape von Cosmo Sun Connection; Cutler wiederum übergab später die Erlöse aus dem Verkauf des Albums als Geste des Respekts an das Arkestra.
Die Aufnahmen für das Album entstanden bei einem Auftritt in den USA, vermutlich nach seiner dritten Ägyptentournee (The Sun Ra Arkestra Meets Salah Ragab in Egypt) und anschließenden Europatournee des Arkestra, bei der das Material für Livealben wie Love in Outer Space, Sun Rise in Egypt, Live at Praxis ’84 und Live in Nickelsdorf 1984 entstanden war.

## Titelliste
- Sun Ra and the Arkestra: Cosmo Sun Connection (Saturn Records SRRRD 1, Recommended Records SRRRD 1)[5]

1. Fate in a Pleasant Mood 12:09
2. Cosmo Journey Blues 6:14
3. Cosmo Sun Connection 3:46
4. Cosmonaut Astronaut Rendezvous 3:30
5. As Space Ships Approach 2:36
6. Pharaoh’s Den 2:59

Die Kompositionen stammen von Sun Ra.

## Rezeption
Nach Ansicht von Richard Cook und Brian Morton, die das Album in The Penguin Guide to Jazz mit dreieinhalb Sternen auszeichneten, ist das Album musikalisch gesehen kein Klassiker, obwohl die Fassung von „Fate in a Pleasant Mood“ und der Titeltrack absolut typisch für das seien, was die Gruppe in dieser Zeit spielte. Gilmore mache hier durchweg eine dominierende Figur, obwohl Marshall Allen ihm gelegentlich die Schau stehle. Ein Hauch von Funk- und Rock-beeinflussten-Mustern würde der Platte eine unmittelbare Wirkung verleihen, die sie all jenen empfehlen werde, die an einigen von Sun Ras schwebenden, rituellen Sachen schwer zu schlucken haben.
Richie Unterberger verlieh dem Album in Allmusic drei Sterne und meinte, man könne nicht sagen, dass es sich um eine typische Sun Ra-Show handle, aber dies decke die Bandbreite ab, die man wahrscheinlich erwarten könne, wenn man zu dieser Zeit einen seiner Big-Band-Auftritte besucht hätte. Es sei eine Freude „Fate in a Pleasant Mood“ zu hören, eine joviale, mitsummbare, swingende Nummer mit verspielten Synthesizer-Überraschungsangriffen und leisen Scats. Doch nichts anderes auf dem Album sei annähernd so zugänglich wie „Fate …“, da der Synthesizer bald mit einer „Frankenstein'schen Rache“ das Geschehen übernehme; in der Tat klinge der Titeltrack wie etwas, das Hollywoods Horrorfilm-Produzenten wahrscheinlich als „zu gruselig“ ablehnen würden.